# Nurallao
Nurallao (Nuradda o Nuradha in sardo) è un comune italiano di 1 091 abitanti della città metropolitana di Cagliari.

## Origini del nome
Il toponimo "Nurallao", pronunciato "Nuradha" con "dh" che sta per occlusiva retroflessa sonora tipica della lingua sarda, proviene da *nur-/*nuR- con il significato di "mucchio cavo", mentre *all- pronunciato anche *adh- o più correttamente *add-, significa nella lingua protosarda e in proto-basco (con tendenza ad allungare la liquida /l/ evolvendosi *aL- "terreno per il pascolo, terreno per l'allevamento").
La più antica documentazione del toponimo finora rintracciata si trova nell'atto di pace fra Eleonora d'Arborea e Giovanni I d'Aragona del 1388 (Codex Diplomaticus Sardiniae I 838/1): Nuradau. Questa forma, assieme con quella ufficiale attuale Nurallao persuadono che in origine il toponimo suonasse esattamente Nurallà/Nuraddà, cui si è aggiunta una vocale paragogica.

## Storia
Di notevole importanza è la tomba megalitica di "Aiodda" nell'omonima località, recentemente portata alla luce dagli scavi, una delle più grandi del Mediterraneo. Il monumento inoltre ha restituito diversi Menhir, monili e reperti diversi di notevole valore.
L'importanza di questa zona fu ben intuita da Antonio Taramelli, che con la sua indagine la toccò in una ricognizione territoriale e archeologica di 100 anni fa. Nel secolo scorso si datano i primi rinvenimenti a "Nuradda", in una zona celebre per i suoi depositi di bronzo, essenziali per la comprensione della metallotecnica nuragica. A Nurallao, nei primi anni sessanta furono rinvenuti in località "sa conca de sa figu" importantissimi reperti, in particolare due bronzetti rappresentanti un Sardus Pater e una dea, oltre una quantità notevole di stagno e piombo che unitamente a un edificio circolare che ha restituito i materiali, fanno parlare di una fonderia. Sono presenti numerosi nuraghi: Poiolu, Nieddiu, Tramalizu, Frumiga, Pranu de is faas (pranu 'e sciasa), per citarne alcuni. In località Nieddiu, nei pressi del nuraghe, si trova un pozzo sacro che, se la presenza di rinforzi edilizi in calce ne suggeriscono fasi edilizie di epoca punico-romana, risale nella sua originaria edificazione al periodo nuragico.
Le testimonianze puniche si manifestano diffusamente su tutto il territorio, in particolare a "sa Bidda Becia ('idda 'ecia", il vecchio paese). Nurallao era vicinissimo al presidio militare romano di Valentia di controllo della strada interna fra Caralis, l'odierna Cagliari, e Olbia.  Sono presenti dei resti del I/III secolo d.C. fra i quali una necropoli. Si sa da fonti onomastiche che la parte di popolazione locale era numericamente superiore a quella di parte romana. Ma quest'ultima aveva la ricchezza e le armi. Sono, inoltre, presenti tracce di insediamenti punici e romani. Tra Nurallao e Isili, nel sito appellato Bidda Becia, si trovano i resti di abitazioni, strade, pozzi, ecc., di un villaggio dell'epoca romana. D'altronde la ricchezza di testimonianze varie, relative all'antichità, è dimostrata dalla febbrile attività e dallo scempio operato dai tombaroli e dagli scavi clandestini in genere.
Il nome Nurallao appare già nel 1206. Si tratta di un atto notarile siglato tra Guglielmo di Massa, giudice di Cagliari, e Ugo di Basso, giudice di Arborea. In esso si stabiliscono confini e limiti territoriali tra i due giudicati, e tra i vari nomi di paesi compare quello di Nuredei. Per avere dati più precisi, come già detto, bisogna arrivare al 1388.
Nell'atto di pace tra Eleonora d'Arborea e Giovanni I d'Aragona, tra i vari rappresentanti dei diversi villaggi che aderiscono al trattato, compare, fra gli altri, un certo Gunnario Porcu "majore ville de Nuradau", accompagnato da altri notabili del luogo.
Con la conquista aragonese dell'Isola, avviene la prima distribuzione dei feudi a favore di quei sudditi aragonesi particolarmente distintisi nelle operazioni di conquista. Non si conosce il nome del primo feudatario di Nurallao. Sta di fatto che, alla data 6 febbraio 1423, Nurallao è devoluto al Regio Patrimonio, essendo deceduto senza successione il feudatario, certo Pedro Dejnar. Nel 1425 il feudo di Nurallao viene attribuito a Luigi D'Aragoll. Da costui, forse per successione ereditaria, passa alla famiglia Castelvi e da questa agli Aymerich, marchesi di Laconi. Questi lo possiedono fino al 1838, data in cui il paese, dopo la dissoluzione dei feudi, diviene Comune libero, amministrato da un sindaco e da un consiglio, eletti dal popolo.
Nella Storia documentata della popolazione della Sardegna del Corridore, Nurallao risulta avere 725 abitanti, nel 1678. Dal 1688 al 1751 la popolazione scende alle 459 unità e non supera le 593 unità. Nel 1824 gli abitanti sono 198 e nel 1848, invece, 925.
Dal 1822 al 1859 Nurallao fa parte della provincia di Isili, nella prefettura di Oristano e sotto il mandamento di Laconi.
Secondo Padre Vittorio Angius, precedentemente il paese era compreso nella Parte Valenza, antico dipartimento del Giudicato di Arborea.
Ai sensi della Legge Regionale n. 9 del 12 luglio 2001, che ha previsto l'istituzione delle nuove province sarde, il comune di Nurallao, che era in provincia di Nuoro, avrebbe dovuto essere aggregato alla neonata provincia del Medio Campidano; con successiva Legge Regionale n. 10 del 13 ottobre 2003 si stabilì invece che passasse a quella di Cagliari, di cui fece parte fino alla successiva riforma del 2016.

### Simboli
Lo stemma e il gonfalone del comune di Nurallao sono stati concessi con decreto del presidente della Repubblica del 29 settembre 2011.
Il gonfalone è un drappo di giallo.

## Monumenti e luoghi d'interesse

### Architetture religiose
Oltre alla chiesa parrocchiale di San Pietro, è presente la chiesa campestre della Madonna della Strada, progettata dall'ingegnere Paolo Onnis e costruita grazie al contributo dell'intera popolazione nurallaese.

### Siti archeologici
Sono presenti all'interno del suo territorio alcuni nuraghi e una tomba megalitica sita nel terreno di un proprietario privato di Nurallao ma in località "Aiodda" .

### Parchi
Di particolare interesse anche il parco de "Funtana is arinus", che offre ai visitatori un importante bosco e una serie di cascate, particolarmente suggestive soprattutto nel periodo invernale.

## Società

### Evoluzione demografica
Abitanti censiti

### Lingue e dialetti
La variante di sardo parlata a Nurallao è il campidanese occidentale.

## Infrastrutture e trasporti

### Ferrovie
Il territorio comunale è attraversato dalla ferrovia Isili-Sorgono dell'ARST, in uso dal 1997 esclusivamente per fini turistici legati al servizio Trenino Verde. Nella periferia sud-orientale dell'abitato è posta la stazione di Nurallao, la principale del comune che comprende anche lo scalo ferroviario di Cignoni.